# Habarakadage Perera
Habarakadage R. Perera (ur. 14 maja 1932, zm. w 1976) – cejloński strzelec, olimpijczyk. 
Brał udział w igrzyskach olimpijskich w 1964 (Tokio). Wystąpił tylko w konkurencji karabinu małokalibrowego leżąc z odl. 50 metrów, w której zajął 69. miejsce (na 73 strzelców). Wyprzedził m.in. swojego rodaka Ravivimala Jaywardene. 

## Wyniki olimpijskie
| Igrzyska | Konkurencja                       | Wynik                           | Miejsce    | Źródło |
| -------- | --------------------------------- | ------------------------------- | ---------- | ------ |
| IO 1964  | Karabin małokalibrowy leżąc, 50 m | 571 punktów (93-97-97-94-94-96) | 69 (na 73) | [ 2 ]  |